# Dunbar Castle
Dunbar Castle ist die Ruine einer Niederungsburg (Ringmauerburg) über dem Hafen von Dunbar in der schottischen Council Area East Lothian. Einst war die Burg die stärkste Festung Schottlands.
Die Anlage ist als Scheduled Monument denkmalgeschützt.

## Frühe Geschichte
Die Wotadini oder Gododdin waren wohl die ersten, die eine Verteidigungsanlage an dieser Stelle errichteten, da der ursprüngliche, britonische Name der Stadt, „Dyn Barr“ (deutsch: Fort auf der Landspitze) lautete. Im 7. Jahrhundert war Dunbar Castle eine zentrale Verteidigungsstellung der Könige von Bernicia, einem anglischen Königreich, das dem altbritischen Königreich Britonien nachfolgte.

### Northumbria
Im Frühmittelalter gehörte Dunbar Castle einem Ealdorman, der entweder den Königen auf Bamburgh Castle oder später den Königen von Jórvik Ehrerbietung schuldete. 678 war der Heilige Wilfrid auf Dunbar Castle inhaftiert, nachdem er von Ecgfrith of Northumbria von seinem Bischofssitz in York vertrieben worden war.
Dunbar Castle soll später von den Truppen des schottischen Königs Kenneth MacAlpin niedergebrannt worden sein. Sicher ist, dass ihm Burg gehörte.

### Königreich der Schotten
Im 10. und 11. Jahrhundert fielen die Nordmänner zunehmend in Schottland ein und 1005 ist verzeichnet, dass ein Patrick de Dunbar unter König Malcolm II. sich im Norden von Murthlake, einer Stadt von Marr, gegen die nordischen Eroberer einsetzte. Er wurde dort zusammen mit Kenneth, Thane of the Isles, und Grim, Thane of Strathearn, niedergemetzelt.
Die erste steinerne Burg soll auf Geheiß von Gospatric, Earl of Northumbria, gebaut worden sein, nachdem dieser nach dem von Wilhelm dem Eroberer durchgeführten Harrying of the North aus England geflohen war und König Malcolm III. ihm an seinem Hofe Unterschlupf gewährt hatte. Gospatric war ein mächtiger Landbesitzer in beiden Königreichen und konnte viele Männer um sich scharen, was König Malcolm dazu veranlasste, ihm noch mehr Ländereien in East Lothian, The Merse und Lauderdale als Ersatz für die weiter im Süden verlorengegangenen gegen seine im Feudalsystem übliche Loyalität zu verlehnen. Sir Walter Scott gibt an, dass „Cospatric“ oder „Gospatrick“ eine Zusammenziehung des lateinischen Comes Patricus sei. Jedenfalls ist von König Malcolm III. verzeichnet, dass dieser die Grundherrschaft von Dunbar an „den ausgebürgerten Earl of Northumberland“ verlehnte.

## Aufbau
Die von Gebäuden belegte Fläche maß mehr als 50 Meter in Ost-West-Richtung und teilweise bis zu 63 Meter in Nord-Süd-Richtung. Die South Battery, von der Grose annimmt, dass es die Zitadelle oder der Donjon gewesen sein muss, liegt auf einem freistehenden aufrechten Felsen, der nur von einer Seite zu erreichen ist, 21,6 Meter hoch, und ist mit dem Rest der Burg durch einen gemauerten Gang verbunden, der 20,7 Meter lang ist. Die Innenmaße der Zitadelle betragen 16,2 Meter × 18 Meter. Ihr Grundriss ist achteckig. Fünf der Schießscharten sind erhalten geblieben. Sie messen 1,2 Meter oben und nur 41 Zentimeter unten. Die Gebäude sind mit Bögen versehen und erstrecken sich 2,4 Meter von den Außenmauern; sie schauen zu einem offenen Innenhof, von wo sie ihr Licht erhalten.

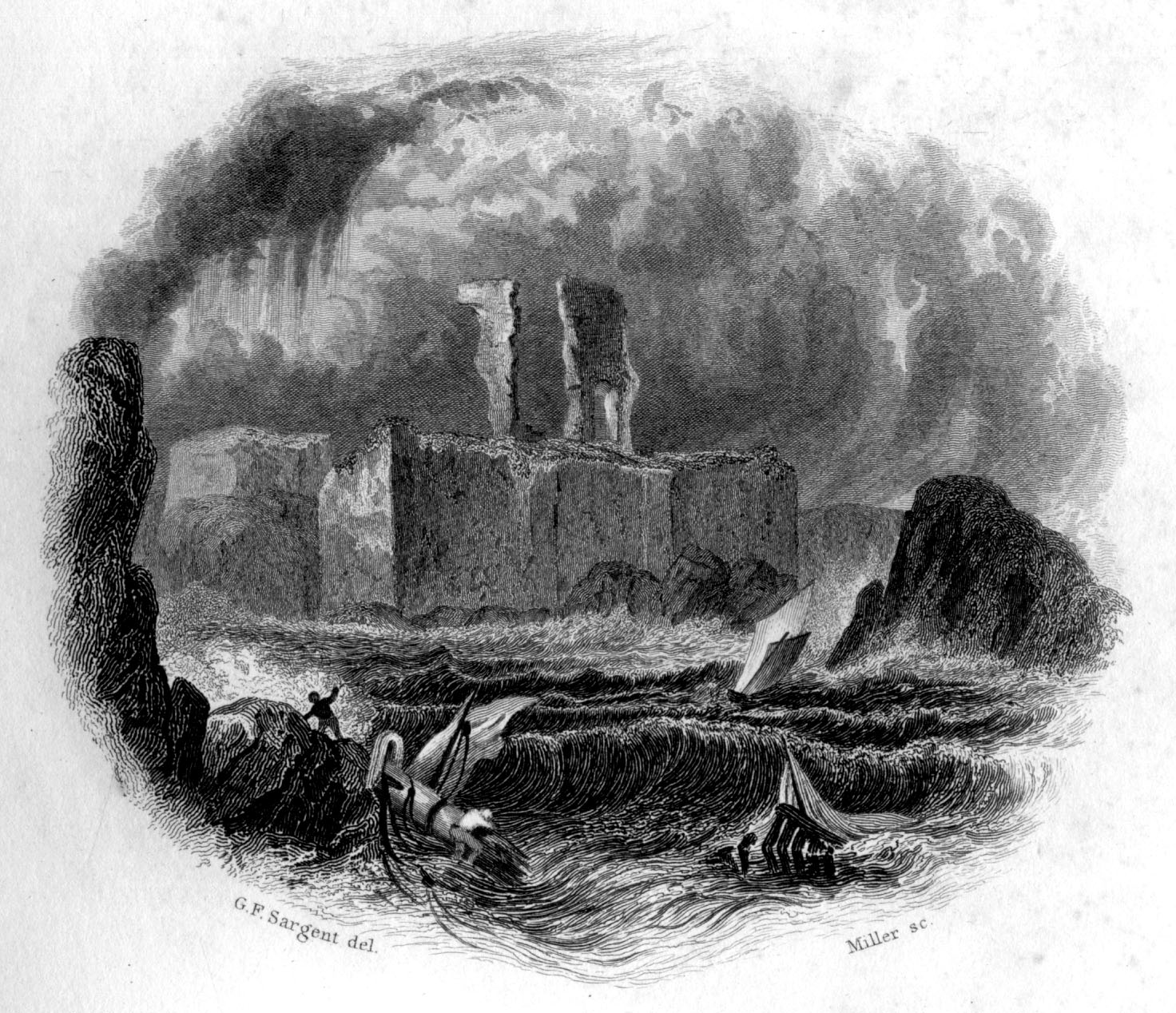
Gravierung der Burg aus dem 19. Jahrhundert

Etwa in der Mitte der Festung ist ein Mauerteil erhalten, durch den ein Torweg führte, über dem Wappen angebracht waren. Das Tor scheint zur Wohnung des Burgherrn geführt zu haben. In der Mitte befindet sich das Wappen von Georg I., 10. Earl of Dunbar, der 1369 seinem Vater nachfolgte und der neben den Earldoms von Dunbar und March auch die Herrschaften von Annandale und der Isle of Man von seiner heroischen Tante, Black Agnes of Dunbar, erbte. Das Wappen muss nach seiner Nachfolge dort angebracht worden sein, da er der erste war, der diese gemeißelten Wappen führte: Insbesondere ein dreieckiges Schild und darauf ein springender Löwe mit einer Bordüre mit acht Rosen. Das Schild ist mit einem Helm verziert, der einen aufgezäumten Pferdekopf als Helmkleinod trägt. Rechts davon befindet sich das Wappen der Bruces und auf der linken Seite das der Isle of Man.
Die Burgtürme hatten Verbindung zum Meer und reichen an vielen Stellen weit hinunter. Nordöstlich der Burgfront liegt eine natürliche Höhle, hauptsächlich aus schwarzem Stein, die wie die Mündung des Acheron aussieht. Von diesem Ort nimmt man an, dass er Teil des Gefängnisses war, wo die Gefangenen verurteilt wurden, wie zum Beispiel Gavin Douglas, Bischof von Dunkeld, der hier 1515 einsaß. Es gibt aber auch ein dunkles Ausfalltor, durch das man zu einem felsigen Inlet gelangte, und es scheint wahrscheinlich, dass Alexander Ramsay of Dalhousie und seine Gefolgsleute 1338 dort mit dem Nachschub für die Belagerten hereinkamen.
Lange hielt man die Burg für uneinnehmbar, möglicherweise wegen der vielen Belagerungen, die sie überstand. Die Burg wurde aus rotem Sandstein, wie er in den Steinbrüchen bei Garvald gefunden wird, erbaut. Große Mauerteile, die heute eingestürzt sind, scheinen verglast oder zusammengebacken zu sein. Der Nordwestteil der Ruinen ist eine Wohnstatt von etwa 4 × 4 Meter und fast unzugänglich. Eine Sage gibt an, dies sei die Wohnung von Maria Stuart gewesen.

## Spätere Geschichte
Die Burg blieb die Festung der Earls of Dunbar, bis sie 1457 George II., Earl of March, an die Krone verwirkte und die Burg teilweise geschleift wurde, damit sie nicht den Engländern in die Hände fiele. Später im 15. Jahrhundert gab sie König Jakob IV. an die Familie zurück. Dunbar Castle kam unter die Kontrolle des Duke of Albany, und in dieser Zeit wurde das Bollwerk im Westen errichtet. Es könnte von Antoine d’Arces entworfen worden sein, der im Dezember 1514 als Verwalter der Burg eingesetzt wurde. Der Duke of Albany organisierte im Juli 1527 weitere Reparaturen und Verbesserungen. Eine italienische Zeichnung für eine Befestigung aus dieser Zeit von Antonio da Sangallo dem Jüngeren, die als Plan für „il Duca d’Albania“ bezeichnet wurde, wurde mit Dunbar Castle in Verbindung gebracht.
Die Burg wurde bei einer Strafexpedition während des Rough Wooing 1548 von den Truppen des Earl of Shrewsbury niedergebrannt. Weitere Wiederbefestigungen wurden im selben Jahr unter der Ägide von Piero Strozzi und Migliorino Ubaldini durchgeführt. Der englische Soldat Thomas Holcroft beschrieb die Aktivitäten von Peter Landstedt, einem Leutnant des deutschen Söldners Courtpennick (Konrad Pennick) am 24. September 1549:

„Trotz Kanonenfeuers von der Burg konnte sich Landstedt in einem Haus in Dunbar halten und nutzte dessen Mobiliar, um Feuer in der Stadt zu legen. Landstedt plante, einen Graben vor der Burg zu ziehen und dort seine Geschütze zu platzieren; er dachte, die Mauern der Burg nahe der Stadt seien sehr alt und niedrig und nur mit Erde geflickt, während diese alten Mauern aus Stein waren und auf den natürlichen Felsen verankert. Er dachte, dass die alten, hohen Mauern der Kernburg mit Bombardement gebrochen werden könnten, da sie die ersten Mauern der Burg seien. Diese Pläne wurden aber nicht ausgeführt.“

Im Mai 1560 arbeitete ein italienischer Ingenieur an wichtigen Verbesserungen für die französische Garnison. Diese Arbeiten wurden von Robert Hamilton in Briggs, dem Burgwart des Linlithgow Palace und Meister der Royal Artillery, und von Robert Montgomery im Juli 1560 für die Lords of the Congregation überwacht, die berichteten, dass sie „um mehr als das Doppelte größer war als zuvor“ und dort nun 500 Soldaten mehr untergebracht werden konnten. Die neuen Gebäude wurden sofort als Vorbedingung für den Vertrag von Edinburgh geschleift. Örtliche Landbesitzer wurden mit der Zerstörung von Teilen des Walls mit Graben und Contrescarpe und einer großen Artillerieplattform beauftragt. Aber der französische Kommandant der Burg, Corbeyan de Sarlabous, ließ die Kaverne auf dem Gelände, die zur Zerstörung vorgesehen war, wieder neu ausrüsten.
Die Burg blieb unter dem Kommando von Sarlabous bis September 1561 mit einer französischen Garnison von 60 Mann belegt. Im August 1565, während einer Rebellion gegen Maria Stuart namens Chaseabout Raid befahl diese die Reparatur der Geschützplattformen und der Artillerie sowie die Beschaffung von Handgerät zum Wiederaufbau der Wälle während einer Belagerung.
Dunbar Castle wurde schließlich im Dezember 1567, nach dem Debakel in der Schlacht von Carberry Hill und einer Belagerung im September zur Vertreibung der Gefolgsleute und Verwandten des Earls of Bothwell, auf Befehl des schottischen Parlaments geschleift. Dunbar Castle und die Festung auf der Insel Inchkeith sollten „ganz bis auf den Grund abgebrochen und zerstört [werden], sodass keinerlei Fundament davon genutzt werden könnte, um in kommenden Zeiten darauf zu bauen.“ Im September 1568 wurden einige Bausteine für den Kai an der Küste von Leith wiederverwendet.